# سارا جین اسمیت
سارا جین اسمیت یک شخصیتی خیالی است که توسط الیزابت اسلادن در مجموعه تلویزیونی علمی-تخیلی بلندمدت تلویزیون بی‌بی‌سی دکتر هو و دو تا از مشتقات آن به تصویر کشیده شده‌است. سارا جین یک روزنامه‌نگار آزاد است که وقتی برای اولین بار با مسافر زمان بیگانه دکتر روبرو می‌شود که در حالی که می‌کوشد که داستانی سری را فاش کند و متعاقباً در یک مجموعه ماجرا با وسعت فضا و زمان یکی از همراهان او می‌شود. پس از سفر با پزشک در چهار فصل از نمایش، آنها به‌طور ناگهانی او را کنار گذاشتند، و پس از این او همچنان تحقیقات مربوط به اتفاقات عجیب در زمین را بررسی می‌کند. با گذشت زمان، سارا جین خود را تبدیل به یک مدافع متعهد زمین در برابر تهاجم بیگانگان و تهدیدهای دیگر می‌کند، گهگاهی در ماجراهایش با دکتر همکاری می‌کند، و در عین حال همچنان به عنوان یک روزنامه‌نگار آزاد تحقیق می‌کند.
سارا جین یکی از همراهان ماندگار دکتر است که در ۱۸ داستان با سومین و چهارمین تجسم «دکتر» است و از ۱۹۷۳ تا ۱۹۷۶ (فصل ۱۱–۱۴) همراه آنها بود. او و سگ رباتیک ک-۹ در قسمت آزمایشی تلویزیونی ۱۹۸۱ ک-۹ و شرکت نیز ظاهر می‌شوند. او در بیستمین سالگرد مجموعه پنج دکتر (۱۹۸۳) که یکی از داستان‌های دکتر پنجم و داستان ۳۰ سالگی ابعاد در زمان (۱۹۹۳) بازگشت، او سپس در دو سریال رادیویی بی‌بی‌سی با دکتر سوم (بهشت مرگ و ارواحی از فضای ان)، و در سریال پادکست‌های اسپین آف تحت عنوان سارا جین اسمیت برای شرکت تولید مستقل بیگ فینیش حضور یافت. بعد از احیای تلویزیونی دکتر هو در ۲۰۰۵، او در چندین قسمت با دکتر دهم ظاهر می‌شود، و همچنین قهرمان سریال مختص به خودش ماجراهای سارا جین از ۲۰۰۷ تا ۲۰۱۱، که دکترهای دهم و یازدهم نیز در آن حضور پیدا می‌کنند.
در آوریل ۲۰۲۰، تهیه‌کننده دکتر هو راسل تی. دیویس، داستانی از سارا جین را در سالگرد درگذشت اسلادن منتشر کرد و جزئیات شخصیت‌های مختلفی را که در مراسم تشییع جنازه سارا حضور داشتند، بیان کرد.